# Juillet 1931

## Événements
- Premier vol du Potez 51.

- 1er juillet : création de la compagnie aérienne United Airlines avec la fusion des compagnies Boeing Air Transport, National Air Transport, Pacific Air Transport et Varney Air Lines.

- 9 juillet : Hitler rencontre le chef du parti nationaliste allemand, Alfred Hugenberg. Les deux hommes publient une déclaration selon laquelle leurs deux partis vont travailler ensemble au renversement du pouvoir en place.

- 12 juillet : Grand Prix automobile de Belgique.

- 16 juillet : l'Empire d'Éthiopie adopte une constitution de type occidental.

- 19 juillet : Grand Prix automobile d'Allemagne.

- 20 juillet : conférence de Londres sur la situation monétaire et financière internationale.

- 27 juillet : à la suite de la crise économique, le général Ibáñez est contraint de démissionner au Chili sous la pression populaire. Neuf présidents se succèdent entre juillet 1931 et octobre 1932. Pendant la période, une République socialiste est proclamée et dure moins de trois mois.

- 29 juillet au 9 septembre : un équipage mixte britannique relie Londres et Tokyo en 79 heures de vol sur 9 jours. Le voyage retour s'effectue entre le 28 août et le 9 septembre.

- 31 juillet, Espagne : fin du gouvernement provisoire. Alcalá Zamora forme le gouvernement.

## Naissances
- 4 juillet : Jean-Louis Flandrin, historien français († 8 août 2001).
- 6 juillet : Antonella Lualdi, actrice italienne († 10 août 2023).
- 7 juillet : Richard Holden, homme politique canadien († 18 septembre 2005).
- 10 juillet : Alice Munro, écrivaine canadienne († 13 mai 2024).
- 11 juillet : Yasuo Ōtsuka, chef animateur japonais († 15 mars 2021).
- 16 juillet : Bernard Dimey, poète, parolier († 1er juillet 1981).
- 21 juillet : Sonny Clark, pianiste de jazz américain.
- 23 juillet : Arata Isozaki, architecte japonais († 29 décembre 2022).
- 24 juillet : 
  - Éric Tabarly, marin († 13 juin 1998).
  - Mario Tronti, philosophe et homme politique italien († 7 août 2023).
- 26 juillet : Robert Colbert, acteur américain.
- 27 juillet : Khieu Samphân, Chef de l'État khmer rouge.
- 31 juillet :
  - Ivan Rebroff, chanteur († 27 février 2008).
  - Kenny Burrell, guitariste de jazz américain.

## Décès
- 18 juillet : Hermann Hendrich, peintre allemand  (° 31 octobre 1854).
- 28 juillet : Charles Joseph Doherty, homme politique fédéral canadien provenant du Québec.